# Piatto nazionale

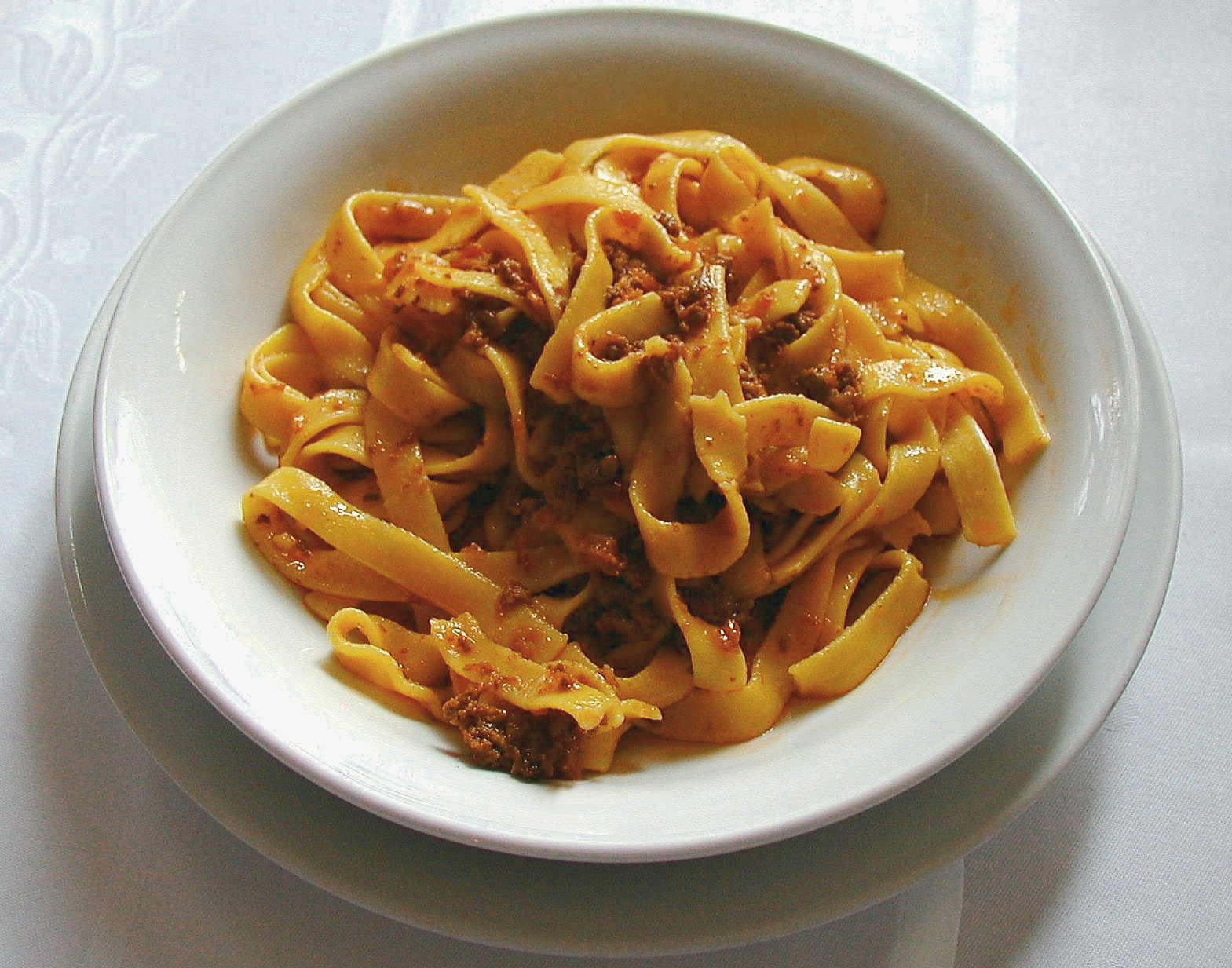
La pasta è un piatto nazionale italiano.

Un piatto nazionale è una ricetta tipica che appartiene alla tradizione di un Paese con caratteri di spiccata popolarità tra i suoi abitanti e pertinenza all'identità e all'immagine della nazione.

## Caratteristiche
Un piatto può essere considerato nazionale per una serie di motivi:
- È un alimento di base, composto da una selezione di alimenti disponibili localmente che possono essere rielaborati in un modo particolare.
- Contiene un ingrediente "esotico" che è reperibile in quel dato luogo.
- Viene servito in occasione delle festività locali o fa parte del patrimonio culturale di quel luogo.
- Viene considerato dal Paese stesso un piatto nazionale.

Secondo Zilkia Janer, docente di cultura latinoamericana presso l'università di Hofstra, sarebbe impossibile scegliere un singolo piatto nazionale, anche in modo non ufficiale, per Paesi come il Messico, la Cina o l'India a causa dei numerosi gruppi etnici che vi vivono. La cucina di questi Paesi, pertanto, non potrebbe essere rappresentata da un singolo piatto nazionale. Inoltre, dal momento che questi alimenti sono così intrecciati nel senso di identità di una nazione, possono sorgere forti emozioni e conflitti quando si cerca di decidere se un piatto nazionale può assurgere a tale status.